# Circuit de Borsele 2022
La 19e édition du Circuit de Borsele a lieu le 23 avril 2022. La course fait partie du calendrier international féminin UCI 2022 en catégorie 1.1. Elle est remportée par la Néerlandaise Maaike Boogaard.

## Parcours
Le parcours est raccourci. Un grand circuit de 58 km est effectué en premier. Ensuite, trois tours de 10 km sont à parcourir. Le tout est parfaitement plat.

## Équipes
| UCI Women's WorldTeam- UAE Team ADQ Équipes féminines continentales (6)- Awol O'Shea - GT Krush Tunap - Multum Accountants - Parkhotel Valkenburg - Roxsolt Liv Sram - Rupelcleaning Équipe DCU- Rytger powered by Carl Ras Équipe féminines amateur (14)- Isorex - Jan van Arckel - Jegg-de Jonge Renner - Keukens Redant - Lviv Cycling Team - Merida Adelaar Ladies - NWVG - Restore - Regioteam Noord-Holland Dames - Team Drenthe - Talent Development Team - WV Schijndel - Watersley R&D - WV De Waardrenner |
| |

## Récit de la course
Le vent provoque le morcellement du peloton. Un groupe d'échappée de neuf coureuses se forme dans la première heure. Son avance atteint la minute. Dans le final, Mareille Meijering attaque la première, mais c'est le contre de Maaike Boogaard qui est couronné de succès. Sofie van Rooijen règle le groupe d'échappée.

## Classements

### Classement final
| \| Classement général \| Classement général \| Classement général \| Classement général \| Classement général \| \| Coureuse \| Coureuse \| Pays \| Équipe \| Temps \| \| ------------------ \| ------------------ \| ------------------ \| -------------------- \| ------------------ \| \| 1re \| Maaike Boogaard \| Pays-Bas \| UAE Team ADQ \| 2 h 07 min 03 s \| \| 2e \| Sofie van Rooijen \| Pays-Bas \| Parkhotel Valkenburg \| + 7 s \| \| 3e \| Nora Tveit \| Norvège \| Coop-Hitec Products \| + 7 s \| \| 4e \| Femke Markus \| Pays-Bas \| Parkhotel Valkenburg \| + 7 s \| \| 5e \| Scarlett Souren \| Pays-Bas \| WV Schijndel \| + 7 s \| \| 6e \| Mareille Meijering \| Pays-Bas \| Multum Accountants \| + 7 s \| \| 7e \| Lieke Nooijen \| Pays-Bas \| Parkhotel Valkenburg \| + 7 s \| \| 8e \| Dorien Hoog Antink \| Pays-Bas \| WV Schijndel \| + 1 min 20 s \| \| 9e \| Yuli Van der Molen \| Pays-Bas \| AG Insurance NXTG \| + 1 min 20 s \| \| 10e \| Anna van Wersch \| Pays-Bas \| VD Velden Adviseurs \| + 1 min 20 s \| |                    |          |                      |                 |
| |                    |          |                      |                 |
| Source : Cycling Quotient |                    |          |                      |                 |
| Classement général |                    |          |                      |                 |
| Coureuse | Coureuse           | Pays     | Équipe               | Temps           |
| 1re | Maaike Boogaard    | Pays-Bas | UAE Team ADQ         | 2 h 07 min 03 s |
| 2e | Sofie van Rooijen  | Pays-Bas | Parkhotel Valkenburg | + 7 s           |
| 3e | Nora Tveit         | Norvège  | Coop-Hitec Products  | + 7 s           |
| 4e | Femke Markus       | Pays-Bas | Parkhotel Valkenburg | + 7 s           |
| 5e | Scarlett Souren    | Pays-Bas | WV Schijndel         | + 7 s           |
| 6e | Mareille Meijering | Pays-Bas | Multum Accountants   | + 7 s           |
| 7e | Lieke Nooijen      | Pays-Bas | Parkhotel Valkenburg | + 7 s           |
| 8e | Dorien Hoog Antink | Pays-Bas | WV Schijndel         | + 1 min 20 s    |
| 9e | Yuli Van der Molen | Pays-Bas | AG Insurance NXTG    | + 1 min 20 s    |
| 10e | Anna van Wersch    | Pays-Bas | VD Velden Adviseurs  | + 1 min 20 s    |

### Points UCI
| Position           | 1er | 2e | 3e | 4e | 5e | 6e | 7e | 8e | 9e | 10e | 11e | 12e | 13e à 15e | 16e à 25e |
| Classement général | 125 | 85 | 70 | 60 | 50 | 40 | 35 | 30 | 25 | 20  | 15  | 10  | 5         | 3         |